# Wilhelm Struve (SA-Mitglied)
Wilhelm „Willi“ Struve (* 21. Dezember 1895 in Kassel; † 24. Juni 1971 in Hamburg) war ein deutscher Politiker und SA-Führer. Während des Zweiten Weltkrieges war Struve Präsident des Hauptamts Arbeit im Generalgouvernement.

## Werdegang
Struve, dessen Vater Privatsekretär war, arbeitete nach Ende seiner Schulzeit (Volksschule) von 1910 bis 1914 als Hilfsarbeiter. Er meldete sich am 4. September 1914 als Freiwilliger zum Kriegsdienst, war danach bis 1917 als Soldat Teilnehmer am Ersten Weltkrieg und gehörte zwischen 1919 und 1920 der Marinebrigade Ehrhardt sowie dem schlesischen Grenzschutz an. Anschließend befand er sich auf Reisen und betrieb kaufmännische Selbststudien. Von 1923 bis 1926 war er als Büroangestellter und Filialleiter tätig und danach bis 1930 als selbstständiger Kaufmann. Ende 1927 trat er der SA und Anfang Januar 1928 der NSDAP (Mitgliedsnummer 75.587) bei. Von Mai 1930 bis Mai 1931 war er Bezirksleiter der NSDAP und danach Gauorganisationsleiter des Gaus Koblenz-Trier. Er gehörte von 1932 bis 1933 dem Preußischen Landtag an. Von 1933 bis 1940 war er Landrat in Koblenz und zusätzlich von April 1933 bis 1942 Gauamtsleiter für Kommunalpolitik. Von Anfang März 1940 bis Herbst 1942 leitete er das Landesarbeitsamt Rheinland. In der SA stieg er im Januar 1942 bis zum Oberführer auf.
Mitte Oktober 1942 wurde Struve Beauftragter des Generalbevollmächtigten für den Arbeitseinsatz im Generalgouvernement (GG). Ab Januar 1943 war er als Nachfolger von Max Frauendorfer Präsident des Hauptamtes Arbeit im GG unter dem Generalgouverneur Hans Frank. Diese Funktion hatte Struve bis Mitte Januar 1945 inne.
Über das weitere Leben von Struve ist nichts bekannt.